# Carta de poblament

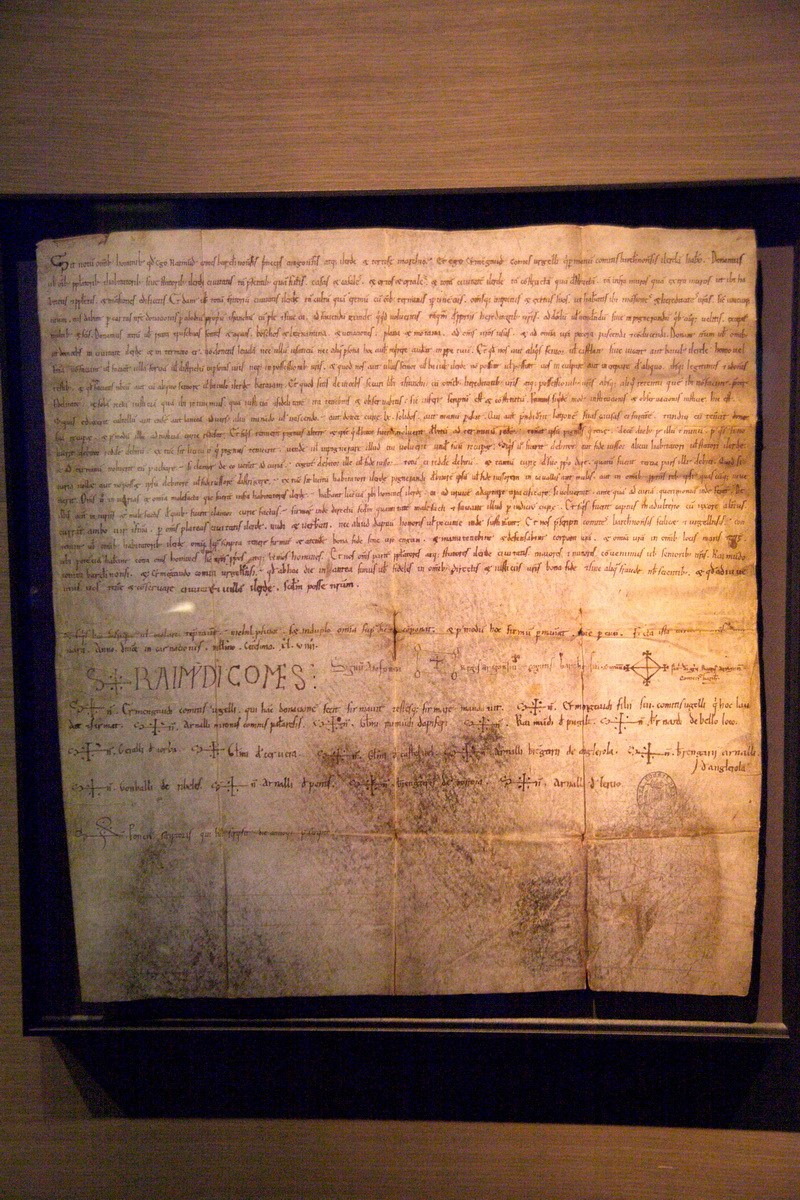
Carta de poblament de Lleida any 1150

La carta de poblament o carta pobla (en llatí, charta populationis) era un privilegi en què el sobirà o un senyor atorgaven una sèrie de privilegis a grups poblacionals, a fi d'obtenir la repoblació de certes zones despoblades o poc habitades però d'interès econòmic o estratègic durant la Conquesta.
S'hi establien les obligacions que contreien els nous pobladors envers el senyor, en especial pel que fa a censos, mals usos o monopolis. Molt sovint s'establien algunes exempcions o alguns privilegis jurídics (carta de franquesa), de cara a facilitar el poblament de l'indret. El document solia regular també aspectes com la quantitat de terra de què disposaria cada nou poblador, l'obligació dels nous pobladors de residir per a adquirir la propietat útil de la terra, els cens en diners i en especia de quasi la totalitat de les collites o la supervisió i control generalitzat de nomenament i actuació dels càrrecs directius locals (justícia, jutjats).
Arran de la conquesta i la repoblació de la Catalunya Nova es concediren moltes cartes de poblament, destinades a repoblar les poblacions acabades d'ocupar. Una de les primeres cartes de poblament fou concedida a Cardona (any 880 i 986).
En molts casos la carta de poblament fou fonamental de cara al desenvolupament d'un municipi o entitat local.